# 13 à table ! 2015
Pour les articles homonymes, voir Treize à table (homonymie).
13 à table ! 2015 est le premier recueil de nouvelles de la série 13 à table ! éditée au profit des Restos du Cœur.

## Histoire
En 2014, les éditions Pocket s'associent avec toute la chaîne du livre afin de proposer un ouvrage publié au profit des Restaurants du Cœur. Le projet est entièrement bénévole et le livre est proposé au prix de 5 euros. Sur la couverture du livre, on peut alors lire « 1 livre acheté = 3 repas distribués », précisant les bénéfices reversés à l'association. Ce premier opus est publié le 6 novembre 2014. Il aurait permis de distribuer près de 1 400 000 repas, soit plus que l'objectif initial d'un million de repas.

## Les nouvelles
Le recueil est composé de treize nouvelles, chacune d'un auteur différent, qui s'articulent autour du thème du repas.

### Olympe et TatandeFrançoise Bourdin
Comme chaque année à Noël, toute la famille se réunit autour d'Olympe, la doyenne et de sa sœur Tatan qui a préparé l'habituel repas de fête.

### MalignedeMaxime Chattam
Un homme en obésité morbide vient consulter un psychothérapeute ; il se dit fou, possédé par la nourriture. Une tumeur le forcerait à manger toujours, et aucune opération ne parvient à le soulager.

### Nulle, nullissime en cuisine!d'Alexandra Lapierre
Elle a toujours été incapable en cuisine. Tout ce qu'elle fait est un échec, immangeable. Mais elle va devoir préparer un repas pour son homme et son nouveau patron.

### Un petit morceau de paind'Agnès Ledig
Un garçon rentre de l'école le midi avec sa mère célibataire. Il a très faim, mais la mère a des principes et il ne faut pas manger avant les repas ; elle essaie de l'élever le mieux possible. Un morceau de pain donné va changer sa vie, deux fois.

### Mange le dessert d'aborddeGilles Legardinier
Deux moments vécus par l'auteur : un repas avec ses parents, à un tournant de sa vie ; un enterrement en Angleterre. Il faut savoir profiter de ces moments d'humanité, de partage.

### Une initiativedePierre Lemaitre
Un veuf de quatre-vingt-un ans décide sur un coup de tête d'inviter sa nièce à dîner et se lance dans la préparation d'un repas pour six personnes. Cela risque d'être plus compliqué que prévu.

### DissemblancedeMarc Levy
Deux hommes sont enfermés dans une pièce. Aaron et Mehdi cherchent à se parler, à échanger.

### FantômedeGuillaume Musso
Constance est une jeune policière pour qui tout va bien jusqu'à ce qu'elle apprenne qu'elle a une tumeur au cerveau. À l'hôpital, un jeune médecin l'interpelle, lui redonne de l'énergie. On lui apprend que le médecin qu'elle a vu est en fait mort depuis vingt ans ! Elle décide de mener l'enquête.

### Jules et JimdeJean-Marie Périer
Jules reçoit à dîner dans sa belle maison des bords de l'Oise : 8 amis dont Jim, son meilleur ami perdu de vue depuis trop longtemps. Ils s'étaient brouillés mais Jules espère une réconciliation...

### Le ParfaitdeTatiana de Rosnay
Monique marie sa fille aujourd'hui : elle a fait tous les préparatifs, s'épuisant à tout faire parfaitement, mais sous la critique tyrannique de Mamie. Celle-ci trouve des défauts partout, impose ses volontés, exaspérant tout son entourage. Le mariage va bouleverser l'ordre des choses.

### La Part de Reined'Éric-Emmanuel Schmitt
Un adolescent se posait, tous les hivers, la même question : où vont les clochards en hiver ? Sur la place de leur village, Clovis fait la manche entre l'église et l'épicerie, accompagné de sa chienne Reine, une labrador blanche. Quand le garçon reçoit un chien, Tao, celui-ci tombe amoureux de Reine et les deux chiens s'ébattent joyeusement. Alors la conversation s'engage entre l'adolescent et Clovis.

### GabrielledeFranck Thilliez
Dans les montagnes d'Alaska, un couple assez âgé filme inlassablement, tous les automnes, les grizzlis. Ils sont là particulièrement au moment où les saumons remontent les torrents pour frayer. Mais, cette année, il n'y a aucun saumon. Les ours ne peuvent pas faire de réserves, risquent de mourir, cherchent d'autres sources de nourriture. Les ours se faisant menaçants, Pierre veut partir ; mais Gabrielle, elle, veut rester, tout filmer jusqu'au bout.

### Langouste bluesdeBernard Werber
Les langoustes ce n'est pas bon, c'est dur à manger, et il faut ajouter plein de sauce pour avoir du goût. Bob la langouste s'est fait attraper. Dans un bassin, il voit tous ses amis se faire emporter un par un. Bientôt son tour...

## Critiques
Sur SensCritique, 13 à table ! 2015 est noté 7,1/10 sur une base de 162 votes d'internautes. Sur Babelio, le recueil obtient une note moyenne de 3,7/5 basée sur 819 notes.
Une analyse des critiques disponibles nouvelle par nouvelle fait ressortir un très bon accueil général des contributions de Bernard Werber (Langouste Blues), Éric-Emmanuel Schmitt (La Part de Reine), Maxime Chattam (Maligne) et Franck Thilliez (Gabrielle) ainsi qu'un rejet massif de Dissemblance de Marc Levy unanimement considérée comme hors-sujet.